# Lycée d'Øregård
Le lycée d'Øregård est un lycée situé dans le district de Hellerup de la municipalité de Gentofte, dans la banlieue nord de Copenhague, au Danemark. Le bâtiment principal néoclassique de 1924 est classé.

## Histoire

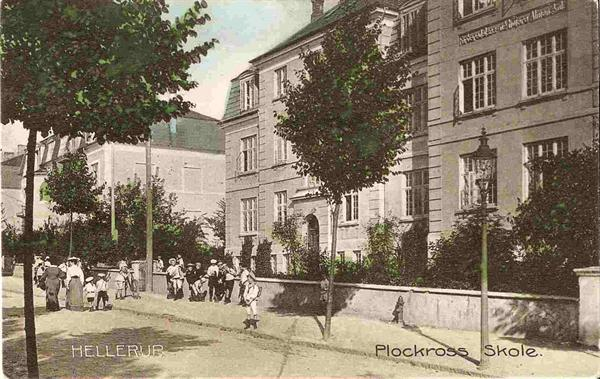
L'école de Plockross en 1908.

Le lycée d'Øregård a été fondé en 1903 par V. Plockross sous le nom de Plockross' Skole. Le bâtiment était situé au Duntzfelts Allé 8. Il a reçu son nom actuel lorsque la municipalité de Gentofte a repris l'école en 1919. Le bâtiment principal actuel de Gersonsvej a été inauguré en 1924. Il a été conçu par GB Hagen et Edvard Thomsen. Gehrdt Bornebusch entreprit une rénovation du bâtiment en 1977-1980. Le bâtiment a été classé en 1995.

## Proviseurs
- 1903-1910 : V. Plockross
- 1910-1912 : Paul Branth
- 1912-1927 : Jens M. Krarup
- 1927-1950 : Herluf Møller
- 1950-1972 : Paul Rubinstein
- 1972-1986 : Tage Bülow-Hansen
- 1986-2000 : Lis Holck
- Depuis 2001 : Pia Nyring

## Élèves notables
- 1924 : Aksel Schiøtz, ténor
- 1930 : Mærsk Mc-Kinney Møller, homme d'affaires
- 1986 : Frederik, roi du Royaume de Danemark
- 1986 : Prince Joachim de Danemark
- 1987 : Lykke Friis, homme politique
- 2023 : Princesse Isabella de Danemark, fille du roi Frederik